# عنين (يافع)

تعديل مصدري - تعديل

عنين هي إحدى قرى عزلة لبعوس بمديرية يافع التابعة لمحافظة لحج، بلغ تعداد سكانها 131 نسمة حسب تعداد اليمن لعام 2004.